# Saint-mont (AOC)
Pour les articles homonymes, voir Saint-Mont (homonymie).
Le saint-mont est un vin français protégé par une appellation d'origine contrôlée (AOC) produit sur la partie occidentale du département du Gers.

## Histoire
Les moines bénédictins qui fondent le monastère de Saint-Mont au XIe siècle apportent la notion de terroir à un vignoble déjà présent depuis des siècles.
Fin XXe siècle et début XXIe siècle, les vignerons essayent de rendre au saint-mont une renommée acquise au temps des pèlerins de Saint-Jacques-de-Compostelle. Ces vins avant d'être protégés par décision de l'INAO sont destinés à la distillation et à la fabrication de l'armagnac. La mise en valeur de leur qualité a été le fait d'André Dubosc, descendant d'une famille vigneronne, qui, avec une équipe de jeunes vignerons, vinifia des vins répondant à un cahier des charges. Cette politique de qualité fut accélérée en 1979 par l'union des trois caves coopératives de Plaisance, Aignan et Saint-Mont. Elles unissent leur potentiel (technologique, œnologique et commercial) ainsi que leurs initiales (PL pour Plaisance, AI pour Aignan et MONT pour Saint-Mont). Ce groupement de caves est devenu « Plaimont producteurs », dont le siège se trouve à Saint-Mont dans le Gers. Cette unité de vinification produit actuellement plus de 90 % de l'AOC.
Le saint-mont a reçu l'appellation d'origine vin délimité de qualité supérieure (VDQS) par l'arrêté du 25 mars 1981. Il est passé en appellation d'origine contrôlée (AOC) par décret du 4 novembre 2011. Le cahier des charges a été modifié en décembre 2024, puis en mai 2025.

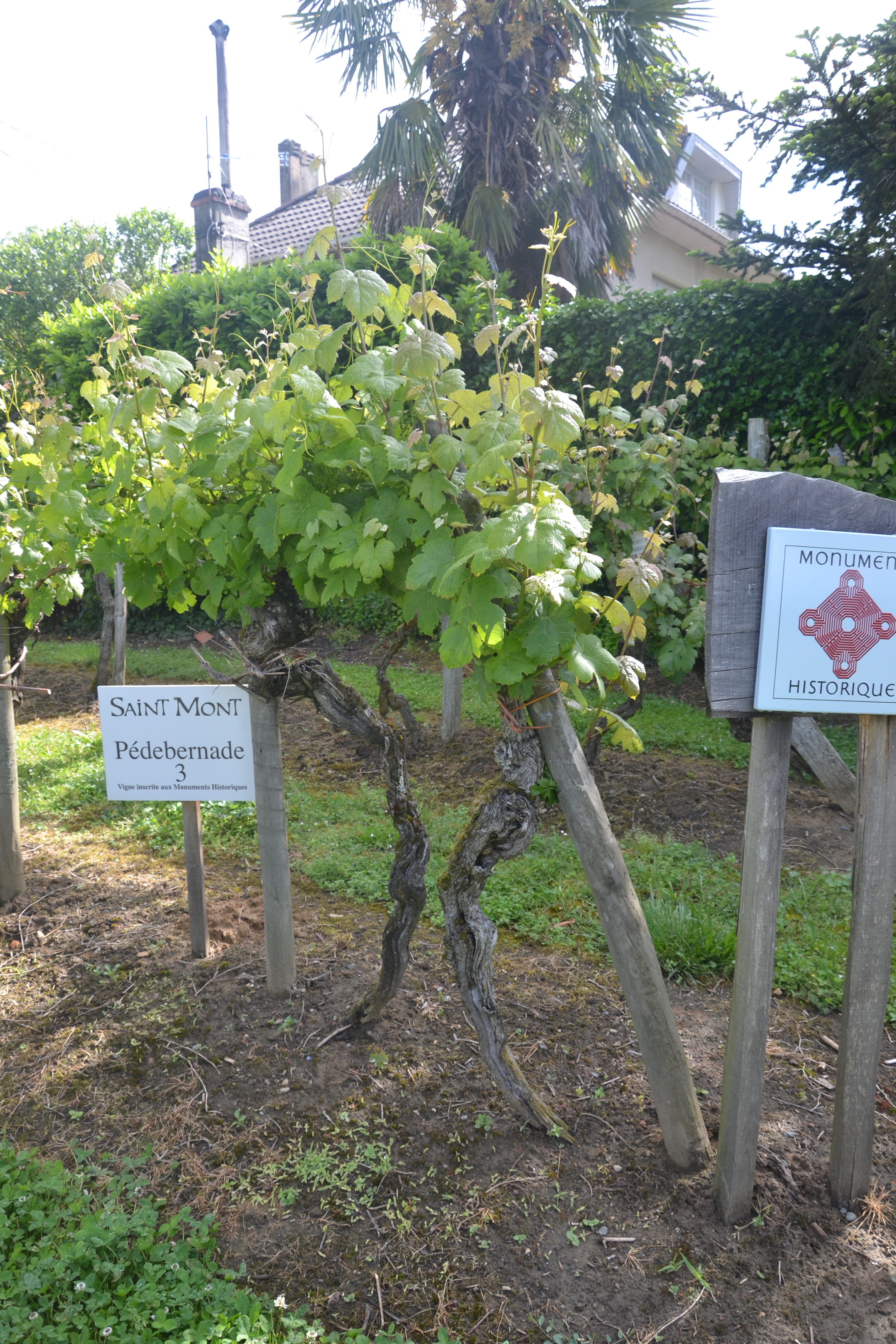
Vigne de Sarragachies classée monument historique.

Depuis juin 2012, une parcelle de l'AOC saint-mont a été inscrite aux monuments historiques. Cette parcelle de vigne est plantée au début du XIXe siècle, elle a résisté au phylloxéra, maladie qui a décimé le vignoble français à la fin du XIXe siècle. Dotée d'un sol d'une nature sableuse, cette parcelle qui recèle une vingtaine de cépages différents, dont sept non identifiés, a été protégée par les vignerons propriétaires depuis des générations, perpétuant ainsi les méthodes culturales ancestrales aujourd'hui disparues (plantation en pieds doubles disposés en carré). L’État français, par l'inscription de ce site aux monuments historiques, souhaite préserver un témoin de la biodiversité du Piémont pyrénéen.

## Situation géographique
Sa zone de production, qui couvre environ 1 200 hectares, se situe au sud-est de Mont-de-Marsan et s'étend sur 46 communes du département du Gers.

### Géologie
L'appellation s'étend sur des vignobles de coteaux implantés sur trois terroirs : de la molasse argilo-calcaire à l'est, les sables fauves à l'ouest, et la nappe à galets de Maucor sur les buttes qui bordent l'Adour.

### Climatologie
Ce terroir viticole possède un climat de type océanique dégradé, caractérisé par des hivers doux et humides, ainsi que des étés chauds, souvent orageux. Les précipitations annuelles varient entre 700 mm et 900 mm. En été les températures dépassent souvent 35 °C. Les hivers varient, avec souvent des températures négatives, mais le climat reste tout de même doux et sec. La proximité des Pyrénées confère à l'appellation un microclimat empreint de fraîcheur.

## Vignoble

### Présentation

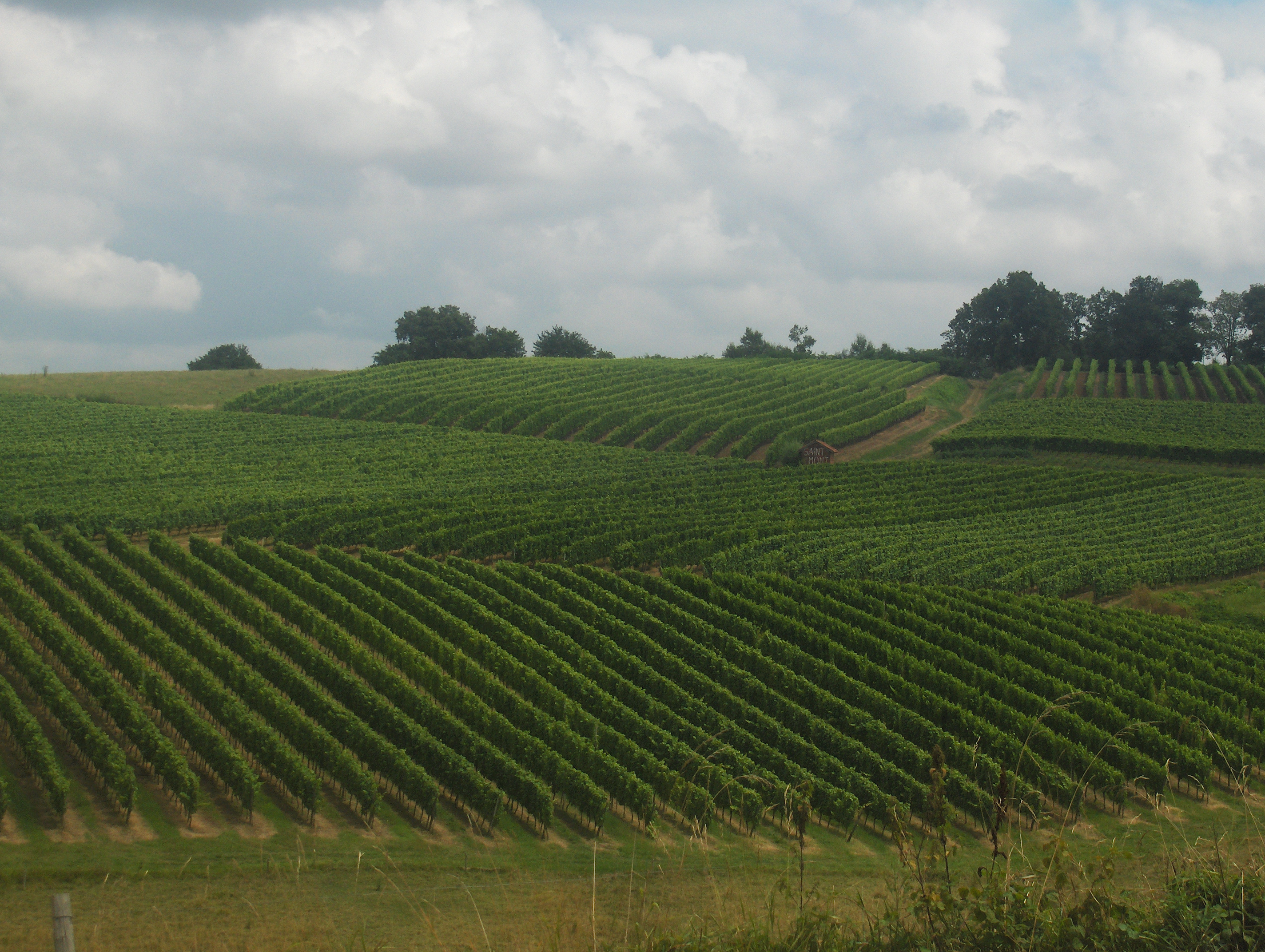
Le vignoble de saint-mont à Lupiac.

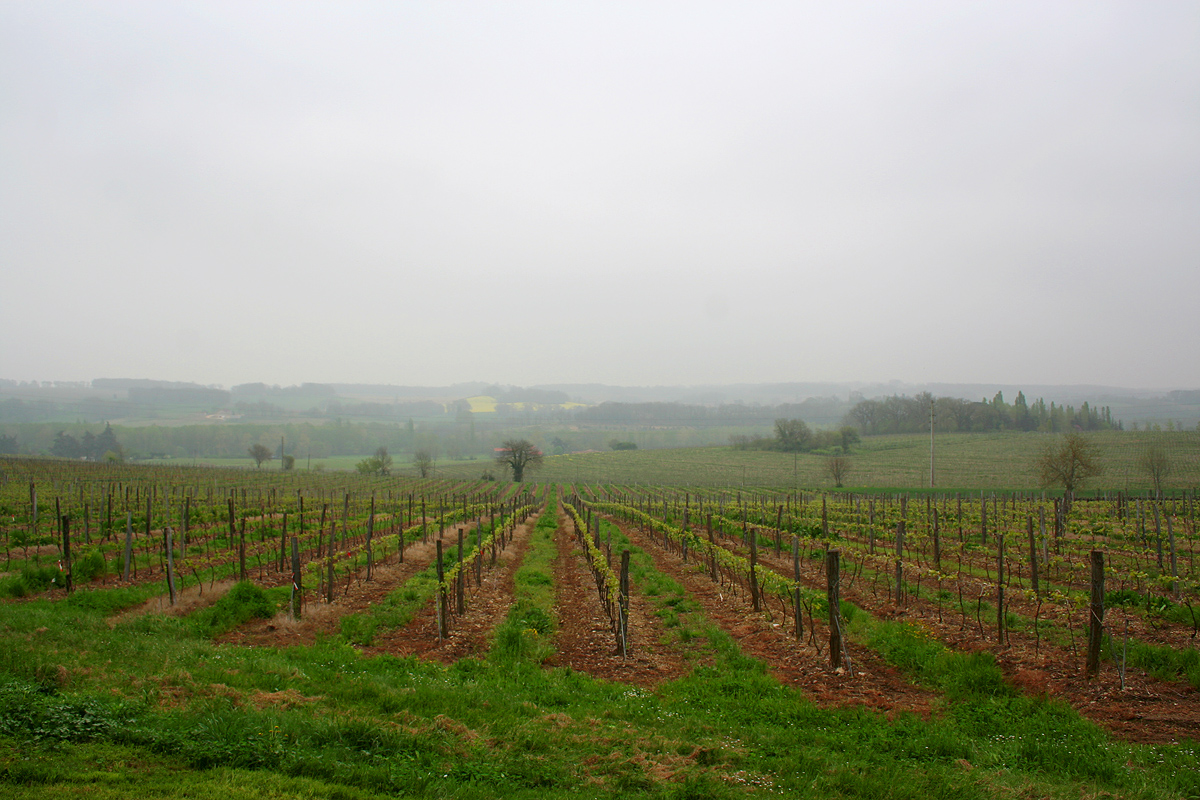
Les vignes à Lupiac (avril 2007).

Le vignoble s'étend sur les communes du Gers :
- Aignan
- Arblade-le-Bas
- Armous-et-Cau
- Aurensan
- Avéron-Bergelle
- Beaumarchés
- Bernède
- Bouzon-Gellenave
- Castelnavet
- Caumont
- Corneillan
- Couloumé-Mondebat
- Courties
- Dému
- Fustérouau
- Gazax-et-Baccarisse
- Goux
- Jû-Belloc
- Labarthète
- Ladevèze-Rivière
- Ladevèze-Ville
- Lannux
- Lasserade
- Lelin-Lapujolle
- Louslitges
- Loussous-Débat
- Lupiac
- Margouët-Meymes
- Maulichères
- Peyrusse-Grande
- Peyrusse-Vieille
- Plaisance
- Pouydraguin
- Projan
- Riscle
- Sabazan
- Saint-Aunix-Lengros
- Saint-Mont
- Saint-Pierre-d'Aubézies
- Sarragachies
- Séailles
- Tasque
- Termes-d'Armagnac
- Tieste-Uragnoux
- Vergoignan
- Verlus

### Encépagement
Les rouges contiennent un minimum de 60 % de tannat et un minimum de 20 % de fer servadou, complétés de cabernet franc et de cabernet sauvignon.
Les blancs sont composés d'arrufiac, de petit courbu, de petit manseng et de gros manseng.
L'appellation Saint-Mont a fait le choix de la typicité des cépages autochtones du Piémont pyrénéen. Un important travail de sauvegarde de cette biodiversité a été effectué par les vignerons. Ce travail trouve sa consécration par la présence au sein de l'appellation d'un conservatoire de cépage ampélographique qui recense 40 cépages du Piémont pyrénéen dont 12 non encore identifiés.

### Méthodes culturales et réglementation
Il se pratique la taille hivernale, ébourgeonnage au printemps, vendanges en vert en été et vendanges manuelles en automne. Par ailleurs, la vendange manuelle pour tous les vins rouges est rendue obligatoire par le cahier des charges.

### Terroir et vins
Cette appellation comporte des blancs, rosés ou rouges. Le vin rouge constitue la majorité de la production. Celui-ci peut provenir d'un des trois terroirs de l’appellation ou bien résulter d'un assemblage de terroirs. Ce sont des vins amples et élégants, aux notes de petits fruits noirs, ils sont dotés d'une fraîcheur. Les saint-mont blancs sont frais et équilibrés, ils expriment des arômes d'agrumes, de fruits jaunes et une minéralité. Les rosés, quant à eux, sont réputés pour être vifs, tendres et gourmands, ils exhalent des parfums de fruits rouges frais.

### Structure des exploitations
Le principal de la production est réalisé par l'union de trois sites emblématiques de l'appellation Saint-Mont. Les vignerons de Plaisance, Aignan et Saint-Mont se sont regroupés au sein de l'union Plaimont Producteurs. Des sites divers ont également forgé l'histoire de l'appellation Saint-Mont, comme le château de Sabazan (XVe siècle), et ses 15 hectares de vignes, le château Saint-Go, qui était autrefois un haut lieu de la résistance française, repris par sept viticulteurs, ou le monastère de Saint-Mont avec son terroir d'argiles.

### Type de vins et gastronomie

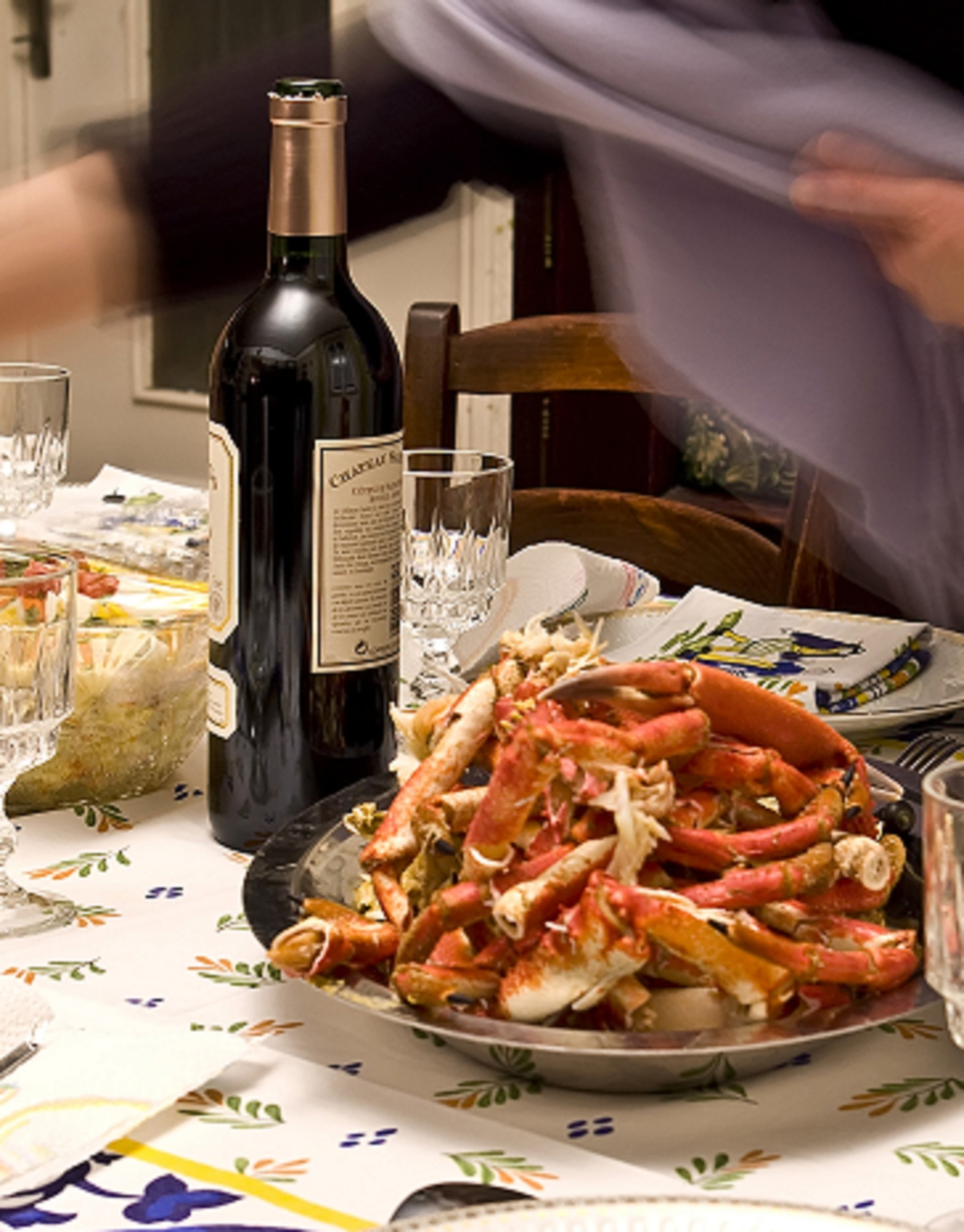
Le château Saint-Go à Bouzon-Gellenave, un des producteurs de saint-mont.

Les vins rouges accompagnent viandes et charcuterie. Certains d'entre eux, plus tanniques, gagnent à vieillir entre cinq et quinze ans. Les rosés s'apprécient à l'apéritif.
Les blancs, se marieront avec un plateau de fruits de mer et crustacés. Pour les blancs plus complexes, un fromage persillé.
La zone de l'appellation Saint-Mont est riche au point de vue gastronomique. Nombre de viticulteurs sont également producteurs de foie gras, ou éleveurs de porcs noirs de Bigorre.

### Commercialisation
L'entreprise Plaimont producteurs représente 98 % de ventes de Saint-Mont, dont 45 % sont réalisées en France et plus de la moitié à l'étranger sur 25 pays.

### Événement
Depuis 1997, Plaimont organise « Saint-Mont vignoble en fête ».